# 珠市口駅
珠市口駅（しゅしこうえき）は北京市東城区に位置する、北京地下鉄の駅。7号線と8号線の2路線が乗り入れる。

## 歴史
- 2014年12月28日：7号線の北京西駅 - 焦化廠の開通により、当駅開業[1]。
- 2018年12月30日：8号線の珠市口 - 瀛海間の開通により南段の終着駅として開業[2]。
- 2021年12月31日：8号線の中国美術館 - 珠市口間が開業し、8号線全線開通[3]。

## 駅構造
地下駅。前門大街（南北方向）と珠市口東大街-珠市口西大街（東西方向）の交わる交差点の真下に位置する。7号線は東西方向、8号線は南北方向に伸びている。
プラットホームは7号線・8号線共に島式1面2線を有する。互いのホームは階段で結ばれている。

### のりば
両路線ともに案内上ののりば番号は設定されていない。
| 路線                   | 方向 | 行先           |
| ---------------------- | ---- | -------------- |
| 7号線ホーム（地下3階） |      |                |
| ■7号線                 | 西行 | 北京西駅方面   |
| ■7号線                 | 東行 | 環球度假区方面 |
| 8号線ホーム（地下2階） |      |                |
| ■8号線                 | 北行 | 朱辛荘方面     |
| ■8号線                 | 南行 | 瀛海方面       |

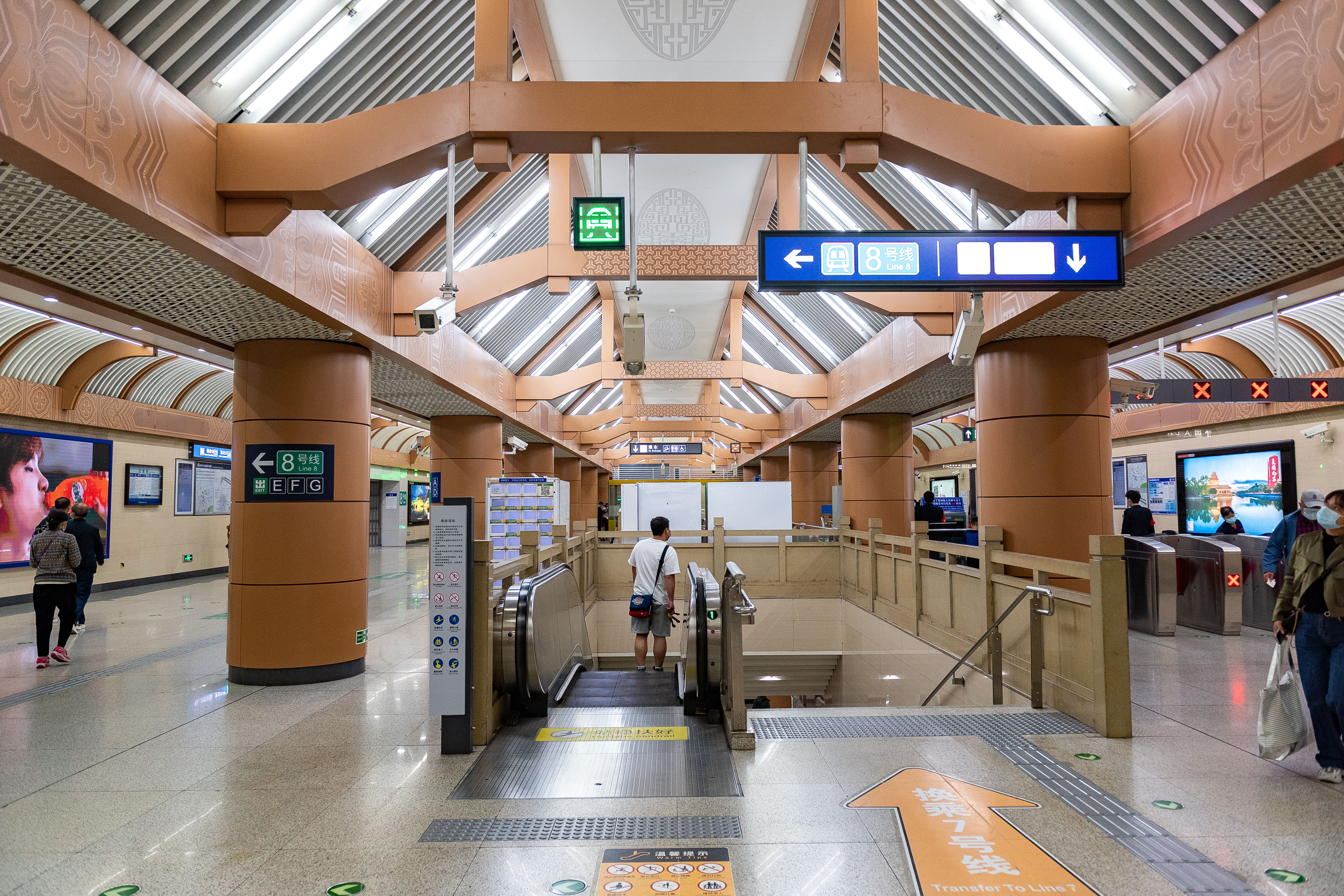
7号線西コンコース（2021年10月）
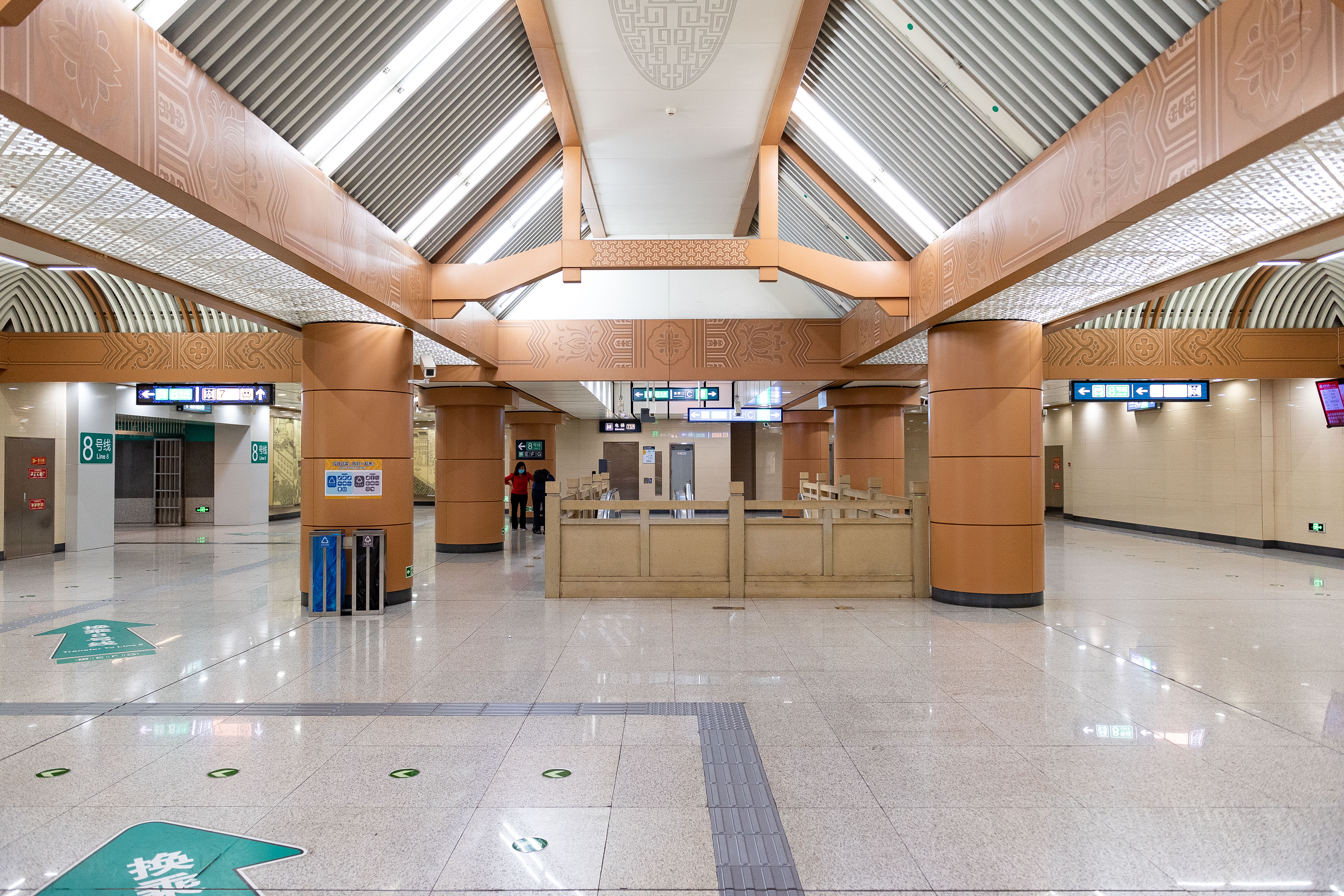
7号線東コンコース（2021年10月）
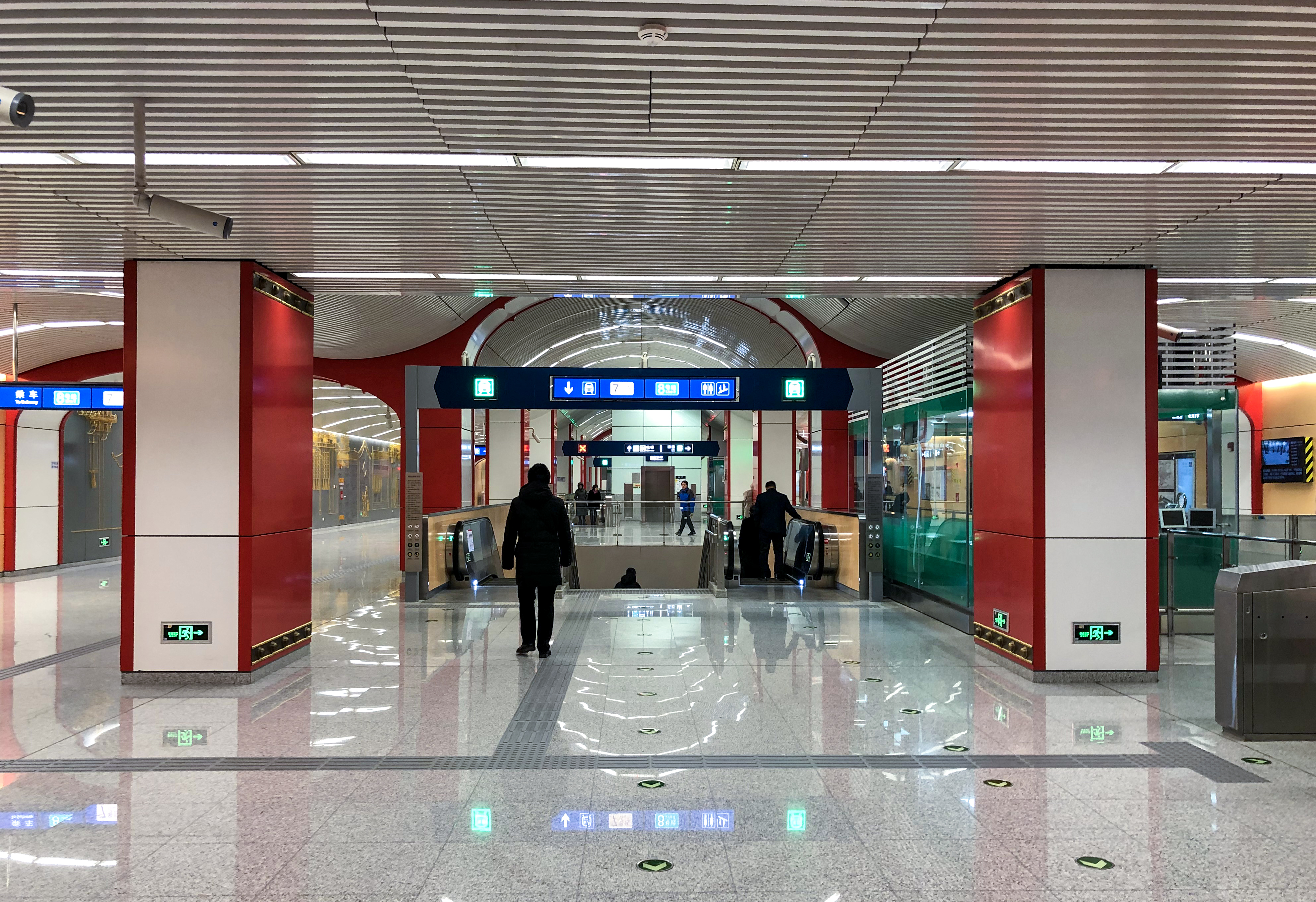
8号線コンコース（2018年12月）
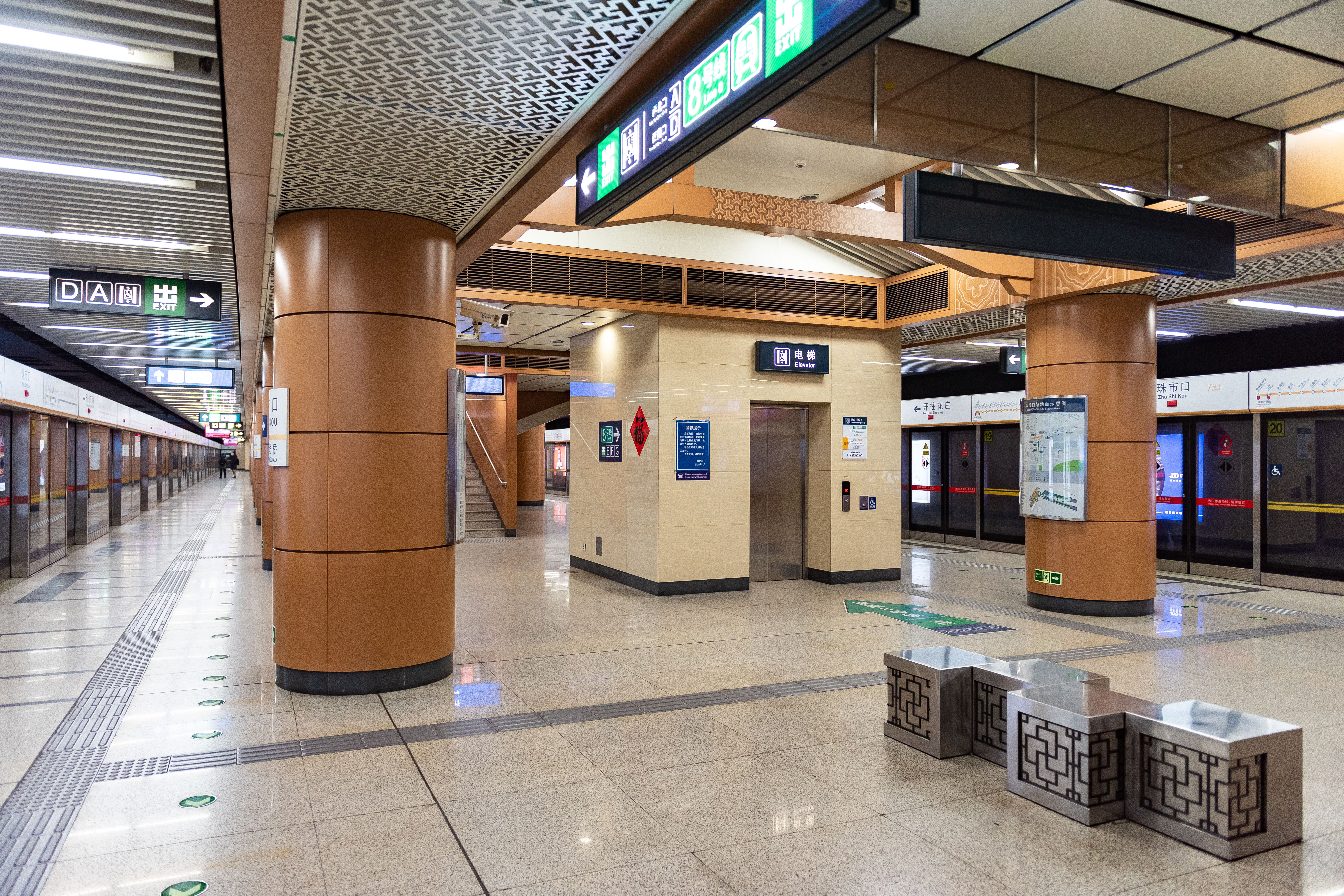
7号線ホーム（2021年2月）
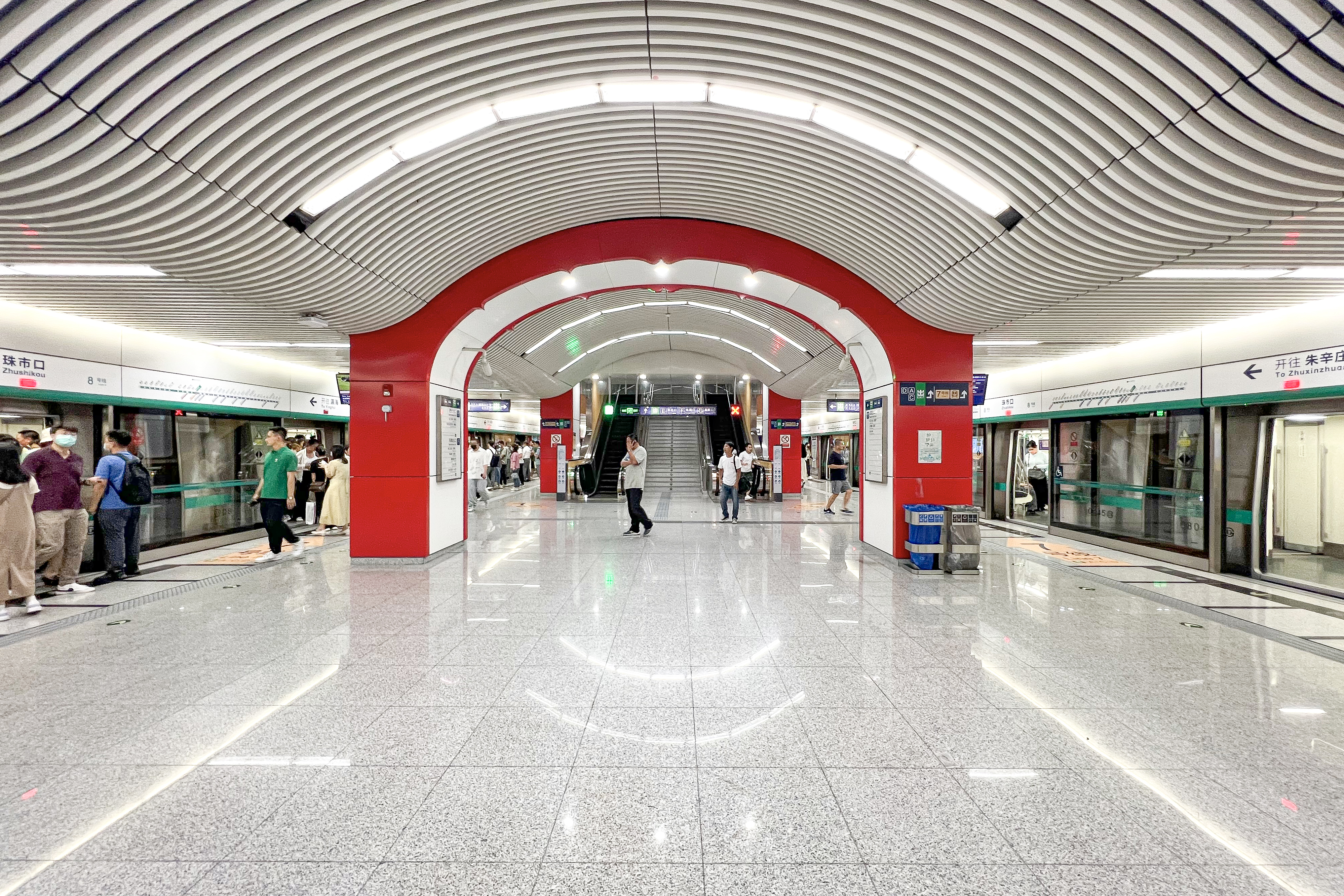
8号線ホーム（2023年7月）

## 駅周辺
前門大街の南部、珠市口の中心部に位置する。
- 台湾文化商務区
- 八大胡同（中国語版）
- 香厂路小学
- 北京市第十一中学（中国語版）
- 北京キリスト教会珠市口堂

## 隣の駅
北京地下鉄
■7号線
虎坊橋駅 - 珠市口駅 - 橋湾駅
■8号線
前門駅 - 珠市口駅 - 天橋駅